# Jet Propulsion Laboratory
Koordinaten: 34° 11′ 58″ N, 118° 10′ 28″ W

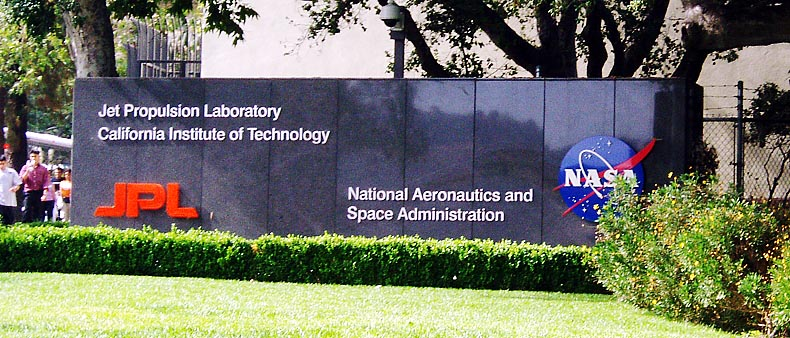
JPL-Schild

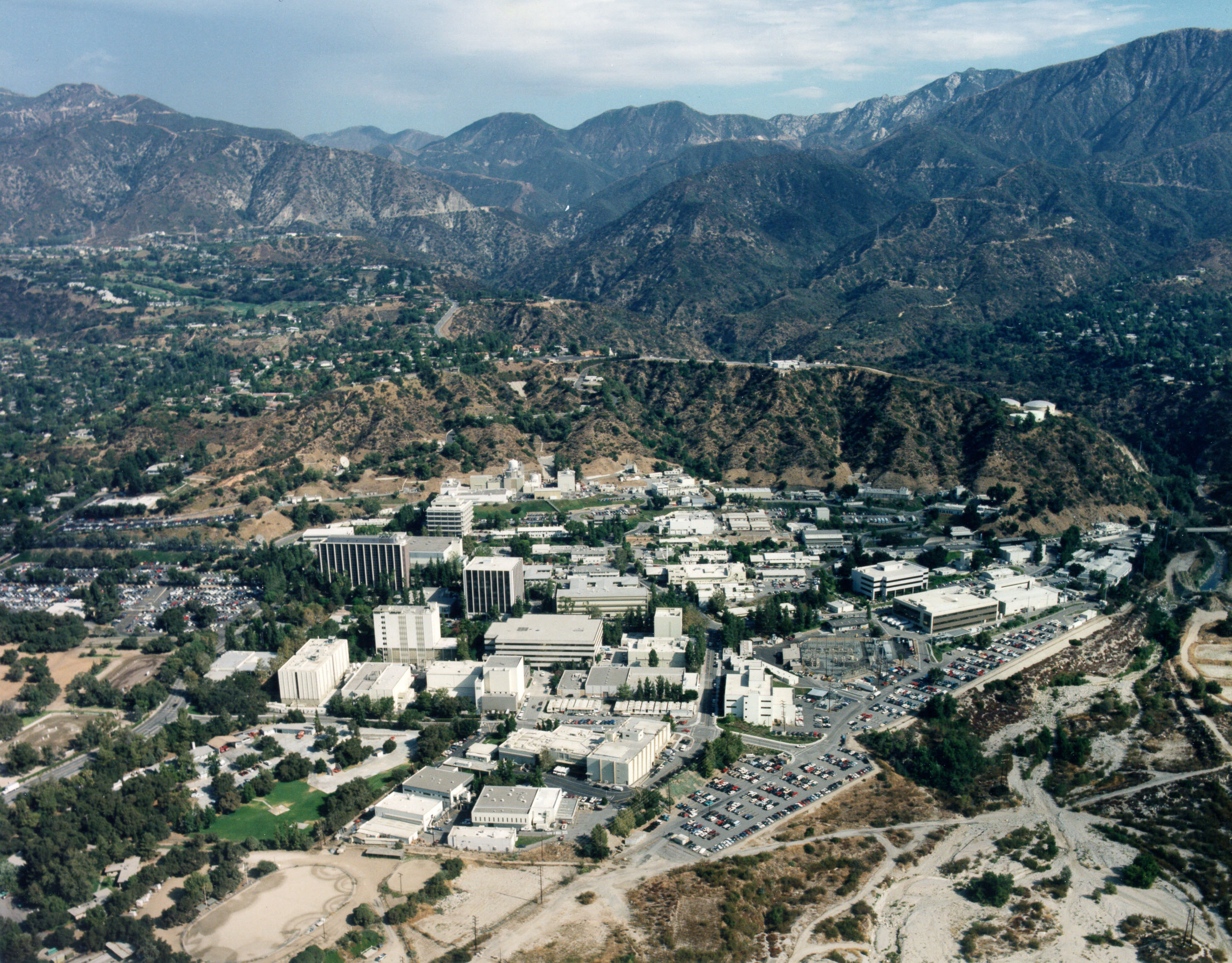
Überblick über den JPL-Komplex

Das Jet Propulsion Laboratory (JPL; englisch für Strahlantriebslabor) baut und steuert Satelliten und Raumsonden für die NASA.
Das JPL gehört zum California Institute of Technology (Caltech); unter seiner Federführung wurden die erfolgreichsten Raumsonden-Projekte der NASA durchgeführt. Um den Kontakt zu den Sonden aufrechterhalten zu können, betreibt das JPL das Deep Space Network. Das JPL arbeitet außer für die NASA auch für das Verteidigungsministerium der Vereinigten Staaten, das Department of Energy sowie für weitere staatliche Einrichtungen. Darüber hinaus berät es die Produzenten von Science-Fiction-Filmen und -Serien (beispielsweise bei Babylon 5).
Das JPL befindet sich heute auf einer 72 Hektar großen Fläche auf der Stadtgrenze von La Cañada Flintridge und Pasadena (Kalifornien). Im JPL arbeiten ungefähr 5500 Vollzeitangestellte und mehrere tausend weitere, bei Dienstleistern angestellte Personen. 2003 betrug das Budget fast 1,4 Milliarden US-Dollar.

## Geschichte

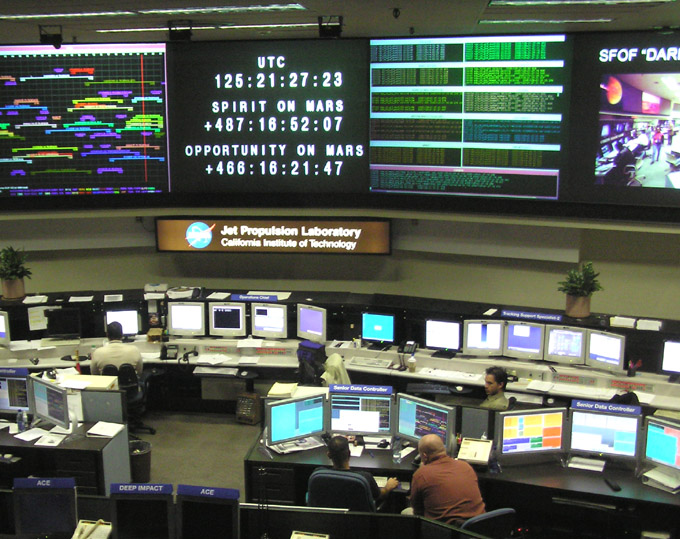
Ein Kontrollraum des JPL

Das JPL entstand 1936, als der Caltech-Professor Theodore von Kármán zusammen mit Studenten und Assistenten begann, Experimente mit Raketenantrieben am ehemaligen Guggenheim Aeronautical Laboratory durchzuführen. Am 31. Oktober 1936 starteten sie ihre erste Rakete.
Von Kármán überzeugte die US-Armee, ihn zu unterstützen. Die Armee bat das neu zusammengestellte Team, die deutsche V2-Rakete zu untersuchen, wobei zum ersten Mal der Name Jet Propulsion Laboratory (Jet Propulsion für Düsenantrieb) benutzt wurde. Diesen Namen erhielt die Forschungseinrichtung, um nach außen einen seriösen Eindruck zu erzielen, da damals die Beschäftigung mit Raketen als unseriös galt.
Basierend auf den Forschungsergebnissen des JPL entstand die Corporal-Rakete, die die Amerikaner ab 1955 in Dienst stellten und in Europa stationierten. Am 3. Dezember 1958 übernahm die zwei Monate vorher gegründete NASA das JPL vom Militär. Im Unterschied zu den anderen Zentren ist das JPL nicht Bestandteil der NASA, sondern nur der NASA angegliedert. JPL gehört zur Universität Caltech.
Das JPL behielt seinen Namen, obwohl in der Folgezeit keine Forschungen an Düsenantrieben (Raketen) mehr durchgeführt wurden. Es entwickelte sich stattdessen zum weltweit führenden Zentrum für Raumsonden, ihrer Technologie und Planetenforschung. Jedoch erwächst dem JPL durch das Applied Physics Laboratory der Johns Hopkins University in letzter Zeit ernsthafte Konkurrenz.

### Weltraumforschung
Am 31. Januar 1958 startete das JPL mit Explorer 1 den ersten Satelliten der USA. In den 1960ern startete das JPL die ersten Raumsonden zum Mond (Ranger) und Missionen zu anderen Planeten (Mariner). Am 14. Dezember 1962 flog Mariner 2 als erste Raumsonde an einem fremden Planeten (Venus) vorbei. 1976 wurde mit den Viking-Sonden zum ersten Mal auf dem Mars nach Leben gesucht. 1977 wurden Voyager 1 und Voyager 2 zu den äußeren Planeten gestartet. Im Oktober 1998 wurde mit Deep Space 1 eine Raumsonde mit Ionenantrieb und anderen neuen Technologien gestartet.
Das cneos am JPL veröffentlicht die Sentry Risk Table, die regelmäßig die aktuellen Forschungsergebnisse des Überwachungssystem Sentry zum Impaktrisiko von Erdbahnkreuzern abbildet.
Des Weiteren wurden von JPL die sogenannten JPL-Folgen entwickelt. Dies sind spezielle Codefolgen, welche unter anderem in Weltraumanwendungen zur Entfernungsmessung eingesetzt werden und die Synchronisationszeiten bei Spread-Spectrum-Signalen verkürzen können. Weiterhin finden JPL-Folgen beim globalen Positionssystem (GPS) zur Übertragung des militärisch genutzten P/Y-Codes Anwendung.

### Erderforschung
In den 1970ern zeigte das JPL, dass man mit den Instrumenten an Bord von Raumsonden auch die Erde untersuchen könnte, woraus die Seasat-Mission entstand.

## Missionen
Zu den Missionen des JPL gehören:
- Explorer 1 bis 5
- Mariner 1 bis 10
- Ranger 1 bis 9, Surveyor 1 bis 7
- Seasat
- Viking 1 und 2
- Voyager 1 und Voyager 2
- Galileo
- Magellan
- Die Mars Rover Pathfinder, Opportunity und Spirit
- Cassini
- Mars Science Laboratory
- Dawn
- InSight
- Mars 2020

Das JPL baute auch Instrumente für andere Projekte, zum Beispiel die Weitwinkelkamera des Hubble-Weltraumteleskops, und testet neue Technologien für die NASA, wie beispielsweise den Low-Density Supersonic Decelerator.

## Direktoren
| Name                      | von            | bis               |
| ------------------------- | -------------- | ----------------- |
| Theodore von Kármán       | 1938           | 1944              |
| Frank Malina              | 1944           | 1946              |
| Louis Dunn                | 1946           | 1954              |
| William Hayward Pickering | 1954           | 31. März 1976     |
| Bruce C. Murray           | 1. April 1976  | 30. Juni 1982     |
| Lew Allen, Jr.            | 22. Juli 1982  | 31. Dezember 1990 |
| Edward C. Stone           | 1. Januar 1991 | 30. April 2001    |
| Charles Elachi            | 1. Mai 2001    | 30. Juni 2016     |
| Michael M. Watkins        | 1. Juli 2016   | 2021              |
| Laurie Leshin             | 1. Mai 2022    |                   |